# Cretaccio

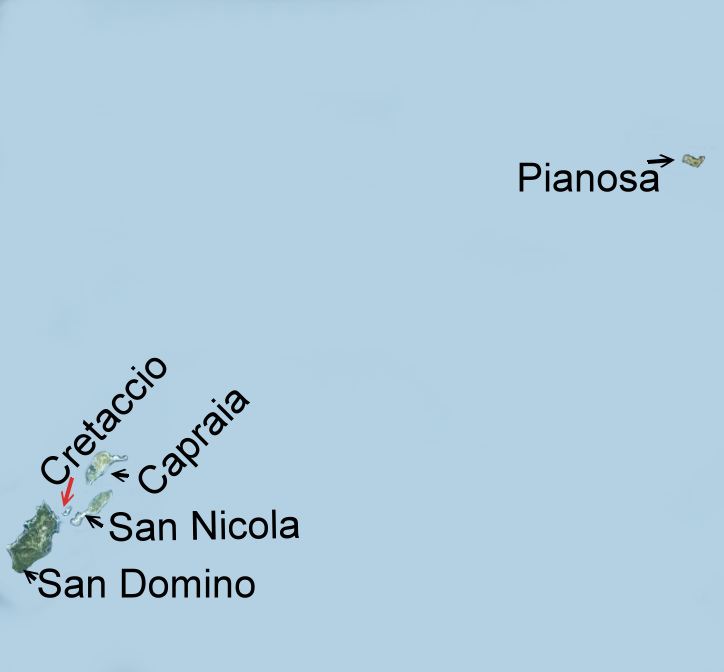
Ilhas Tremiti: Cretaccio

Cretaccio é uma ilha na Itália que faz parte do arquipélago de Tremiti  (ou Diomedee) no  mar Adriático, sob jurisdição da província de Foggia, Puglia. 

## Geografia
Completamente desabitada, tem forma de foice ou meia lua, sem sinais de vegetação e costas irregulares.
Possui um terreno muito argiloso, em um tom amarelado.
A área é de 3,5 hectares, largura de 200 metros, costa de 1.300 metros e o ponto culminate é de 30 metros. 
É a menor ilha do arquipélago tremitese, ponte natural entre a San Domino e San Nicola. 
La Vecchia, com seus 0,04 km ², tem o título de maior rocha do arquipélago. 
Atualmente  possui uma reserva de coelhos selvagens, assim como Caprara (ou Capraia, Capperaia). 
Está a 12 milhas da costa Garganica, 24 milhas da costa Molisana, 200 metros de  San Domino, 300 metros de San Nicola, 900 metros de Caprara e 22 quilômetros de ilha de Pianosa, outras quatro ilhas que compõe o arquipélago.
- Punta del Diavolo: situa-se no ponto extremo de Cretaccio voltado para Capraia.

- La Vecchia: encontra-se a uma distância de 20 metros de Cretaccio.

É possível visitar a ilha. Na costa sul é possível ver o que resta do cais benedetino. 
Estima-se que Cretaccio desaparecerá em poucos séculos, pois existe uma corrosão incessante de agentes atmosféricos e marinhos.

## Clima
Todas as Ilhas Tremiti apresentam um clima marcadamente mediterrânico.

## Lenda
Há uma lenda sobre a ilha ser povoada por fantasmas. Diz-se que foi executado um prisioneiro, cujo fantasma retorna durante as noites de tempestade, segurando a cabeça decepada entre as mãos. 
Para enriquecer a "emoção", há uma rocha próxima de cor negra, La Vecchia,  propriedade de uma velha bruxa, outra lenda.

## Ligações externas

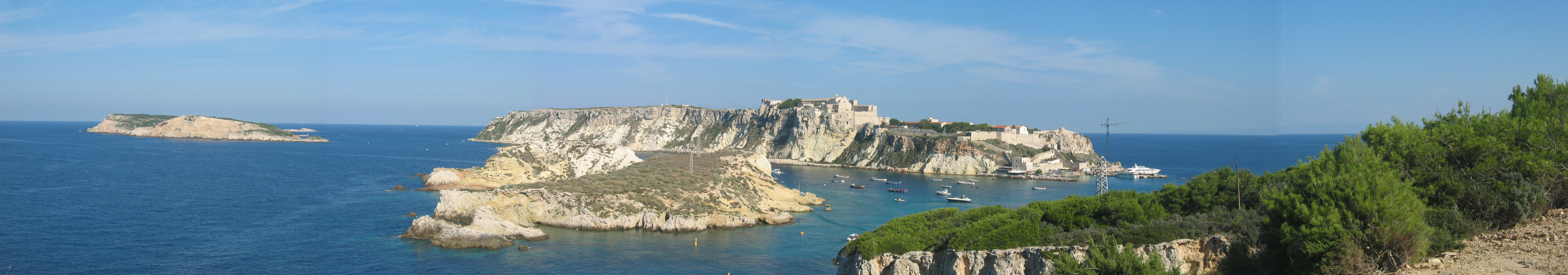
A pequena ilha de Cretaccio ao centro.